# Auguste-Joseph Magne
Pour les articles homonymes, voir Magne.
L'architecte Auguste-Joseph Magne, ou Auguste Magne, est né à Étampes le 2 avril 1816 et mort à Eaubonne le 22 juillet 1885.
Il est le fils de Pierre Magne, le père de l'architecte Lucien Magne et le grand-père de l'artiste décorateur Henri-Marcel Magne.
Il a été l'élève de François Debret, de Jean-Baptiste Guenepin et de l’école des beaux-arts de Paris. Il a remporté, en 1838, le second grand prix d’architecture. Il a été membre de la Société centrale des architectes à partir de 1846.

## Biographie

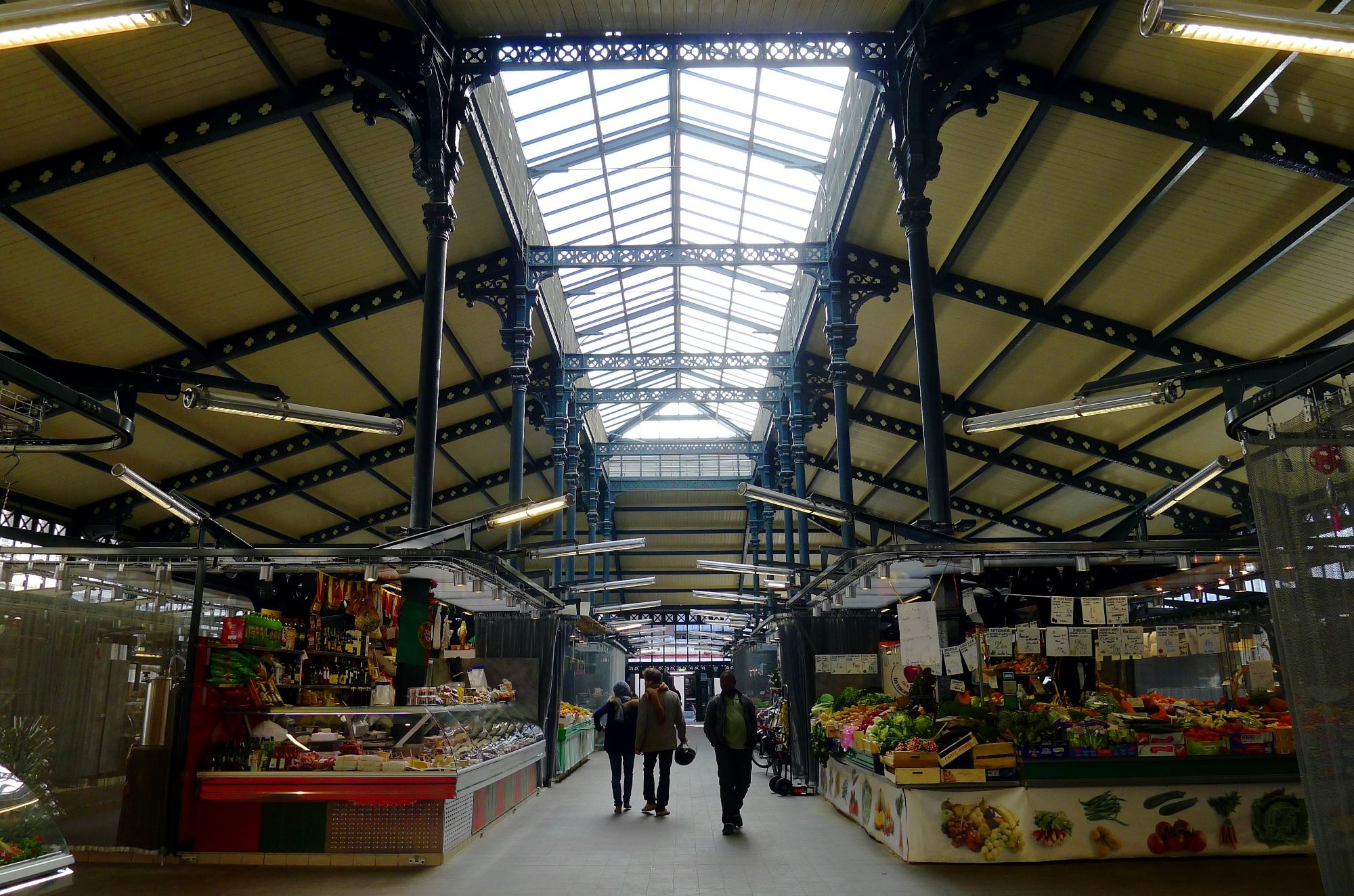
Marché de La Chapelle.

Il a été successivement architecte-voyer d’arrondissement de la ville de Paris, puis inspecteur-voyer du 7e arrondissement, en 1842. Sa carrière commence quand le baron Haussmann le nomme inspecteur-voyer divisionnaire des travaux de la ville à la fin de l'année 1859. Il a conservé ces fonctions jusqu’en 1869.

Il est inspecteur général des Services d'architecture de la Ville de Paris avec Théodore Ballu et Gabriel Davioud en 1871.  
Il a aussi travaillé avec son père, Pierre Magne, et Daniel Ramée sur les aménagements de l'hôtel de ville d'Étampes depuis 1847, jusqu'en 1850. Les travaux ont ensuite été dirigés, jusqu'en 1853, par Pierre Magne, architecte municipal. Jean-Baptiste Lassus a été architecte conseil.
À Paris, ses fonctions l'ont amené à édifier l’église Saint-Bernard de la Chapelle entre 1858 et 1861, dans le 18e arrondissement. Cette église a été construite pour donner un centre monumental à ce nouveau faubourg né d'une opération volontariste d'aménagement urbain. Il a aussi construit la chapelle Saint-Denis, rue d'Alger, et le nouveau théâtre du Vaudeville, rotonde de 1867 à 1869, à l'angle du boulevard des Capucines et de la rue de la Chaussée-d'Antin, transformé en cinéma en 1927 (cinéma Paramount puis Gaumont Opéra).
Il a construit plusieurs marchés couverts de la ville de Paris :
- le marché de la rue Nicolle de 1873 à 1875,
- le marché la rue des Pyrénées en 1876,
- le marché la rue Jean-Nicot de 1874 à 1877,
- le marché du boulevard de l'Hôpital de 1875 à 1878,
- le marché des Martyrs de 1876 à 1877,
- le Marché de l'Ave-Maria en 1877-1878,
- enfin le marché de La Chapelle en 1883 qui est le seul subsistant.

En outre, il a reconstruit le théâtre d’Angers après l'incendie de 1867, où il a remplacé l'architecte Botrel, entre 1869 et 1871 et la chapelle de l’hospice d’Albart dans le style romano-auvergnat avec des assises alternées blanches et noires, à Saint-Illide dans le Cantal (1874-1885). 
Il a construit la mairie d'Eaubonne et un groupe scolaire (1883-1884).
Il a réalisé le monument des gardes nationaux tués à Buzenval et le tombeau de Théodore Barrière au cimetière du Père-Lachaise.
Il a fait un nombre considérable de projets :
- 1843 : projet pour les grandes halles de Paris,
- 1845 : projet pour un hôpital de convalescents à Passy et celui d'un musée de l'industrie sue l'île Louviers,
- 1847 : projet d'abattoir pour la ville de Saint-Germain-en-Laye
- 1848 : projet d'une église pour la place de l'Europe,
- 1849 : projet d'un hôtel pour des invalides civils
- 1864 : projet de palais pour l'exposition des produits de l'industrie.
- 1873 : projet de restauration de l'hôtel de ville de Paris

Il meurt le 22 juillet 1885 à Eaubonne et est enterré au cimetière du Père-Lachaise.

## Décoration
- Médaille au Salon de 1845
- Chevalier de la Légion d'honneur en 1862 et officier de la Légion d'honneur en 1879[10]

## Famille
Avec son épouse parisienne Laure Marie Fournier (1824-1893), il a deux fils :
- Lucien Magne (1849-1916), aussi architecte, puis professeur d'architecture grecque, épouse Marie Geneviève, fille d'Urbain Le Verrier célèbre astronome.
- Georges Magne (v.1846 - ?) brigadier durant la guerre de 1870 - habitait Boulogne-Billancourt